# Redmond–Szun-sejtés
A számelmélet területén a Redmond–Szun-sejtés, melyet 2006-ban Stephen Redmond és Szun Cse-vej mondott ki, azt állítja, hogy minden [x m, y n] intervallum tartalmaz prímszámot, amennyiben x, y, m, n ∈ {2, 3, 4, ...} legfeljebb véges számú kivétellel. Meg is adják ezeket a kivételeket:
{\displaystyle [2^{3},\,3^{2}],\ [5^{2},\,3^{3}],\ [2^{5},\,6^{2}],\ [11^{2},\,5^{3}],\ [3^{7},\,13^{3}],}
{\displaystyle [5^{5},\,56^{2}],\ [181^{2},\,2^{15}],\ [43^{3},\,282^{2}],\ [46^{3},\,312^{2}],\ [22434^{2},\,55^{5}].}
A sejtést ellenőrizték a 4,5 × 1012 alatti [x m, y n] intervallumokra. A sejtés speciális esetként magába foglalja a Catalan-sejtést és a Legendre-sejtést. Carl Pomerance ötlete alapján összeköthető az abc-sejtéssel is.